# گان نیبورگ
گان نیبورگ (انگلیسی: Gunn Nyborg؛ زادهٔ ۲۱ مارس ۱۹۶۰) بازیکن فوتبال اهل نروژ است.